# Eleição municipal de Anápolis em 2024
A eleição municipal de Anápolis em 2024 ocorreu no dia 6 de outubro (domingo) para eleger um prefeito, um vice-prefeito e os seus 23 vereadores. 
Esta cidade goiana é a 3° mais populosa de Goiás possui 415 847 habitantes. No mandato que se inicia no dia 1º de janeiro de 2025 e termina no dia 31 de dezembro de 2028. Se o candidato mais votado não atingir metade dos votos (50%) mais um, realizar-se-á segundo turno no dia 27 de outubro (domingo).

O então prefeito da cidade, Roberto Naves, do Republicanos, foi reeleito(dois mandatos consecutivos), não está apto para disputar a eleição.

## Calendário eleitoral
| Início        | Fim           | Atividades | Status    |
| ------------- | ------------- | --- | --------- |
| 7 de março    | 5 de abril    | Janela partidária para vereadores trocarem de partido visando concorrer às eleições sem perder o mandato. | Realizado |
| 6 de abril    | 6 de abril    | Data-limite para todas as legendas e federações partidárias obterem o registro dos estatutos no TSE e para todos os candidatos terem domicílio eleitoral na circunscrição em que desejam disputar as eleições com a filiação deferida pelo partido. | Realizado |
| 15 de maio    | 15 de maio    | Início da campanha de arrecadação prévia de recursos na modalidade de financiamento coletivo para pré-candidatos, sem realização de pedidos de voto e obedecendo a regras relativas à propaganda eleitoral na Internet.                             | Realizado |
| 20 de julho   | 5 de agosto   | Realização de convenções partidárias para deliberar sobre coligações e escolher candidatos às prefeituras e aos cargos de vereador. Os partidos têm até 15 de agosto para registrar os nomes na Justiça Eleitoral.                                  | Realizado |
| 16 de agosto  | 16 de agosto  | Início das campanhas eleitorais de forma igualitária, podendo qualquer publicidade ou manifestação com pedido explícito de voto antes da data ser considerada irregular e multada.                                                                  | Realizado |
| 30 de agosto  | 3 de outubro  | Veiculação da propaganda eleitoral gratuita no rádio e na televisão. | Realizado |
| 6 de outubro  | 6 de outubro  | Realização do primeiro turno das eleições municipais. | Realizado |
| 11 de outubro | 25 de outubro | Veiculação da propaganda eleitoral gratuita no rádio e na televisão para o segundo turno. | Realizado |
| 27 de outubro | 27 de outubro | Realização de um eventual segundo turno nas cidades com mais de 200 mil eleitores em que o candidato a prefeito mais votado não tenha atingido a metade mais um dos votos válidos.                                                                  | Realizado |

## Resultados

### Prefeitura
| Candidatos | Candidatos               | 1º Turno 6 de outubro de 2024 | 1º Turno 6 de outubro de 2024 | 2º Turno 27 de outubro de 2024 | 2º Turno 27 de outubro de 2024 |
| Candidatos | Candidatos               | Votos                         | %                             | Votos                          | %                              |
| ---------- | ------------------------ | ----------------------------- | ----------------------------- | ------------------------------ | ------------------------------ |
|            | Márcio Correa; PL        | 97.049                        | 49,59 / 100,0                 | 106.263                        | 58,56%                         |
|            | Antônio Gomide; PT       | 69.370                        | 35,45 / 100,0                 | 75.182                         | 41,44%                         |
|            | Eerizania Freitas; UNIÃO | 21.287                        | 10,88 / 100,0                 |                                |                                |
|            | Hélio da Apae; PSDB      | 4.895                         | 2,50 / 100,0                  |                                |                                |
|            | José de Lima; PMB        | 3.083                         | 1,58 / 100,0                  |                                |                                |

### Vereadores Eleitos
| Candidato(a)              | Numero | Partido | Votação     | Votação     |
| Candidato(a)              | Numero | Partido | Porcentagem | Total       |
| ------------------------- | ------ | ------- | ----------- | ----------- |
| Dr. José Fernandes        | 15.888 | MDB     | 2,18 %      | 4.222 votos |
| Andreia Rezende           | 70.900 | AVANTE  | 1,84 %      | 3.571 votos |
| Professor Marcos Carvalho | 13.500 | PT      | 1,77 %      | 3.422 votos |
| Capitã Elizete            | 25.190 | PRD     | 1,62 %      | 3.147 votos |
| Jean Carlos               | 22.100 | PL      | 1,55 %      | 3.001 votos |
| Thais Da Aspaan           | 10.234 | REP     | 1,55 %      | 2.998 votos |
| Luzimar Silva             | 11.111 | PP      | 1,53 %      | 2.972 votos |
| Policial Federal Suender  | 22.000 | PL      | 1,50 %      | 2.906 votos |
| Alex Martins              | 11.456 | PP      | 1,49 %      | 2.881 votos |
| Frederico Godoy           | 36.123 | AGIR    | 1,42 %      | 2.755 votos |
| Rimet Jules               | 13.123 | PT      | 1,37 %      | 2.649 votos |
| Dominguinhos Do Cedro     | 12.051 | PDT     | 1,19 %      | 2.313 votos |
| Carlim Da Feira           | 55.800 | PSD     | 1,14 %      | 2.217 votos |
| Reamilton Do Autismo      | 20.777 | PODE    | 1,12 %      | 2.172 votos |
| Divino Antonio Santa Cruz | 55.200 | PSD     | 1,10 %      | 2.138 votos |
| João Da Luz               | 23.100 | CID     | 1,07 %      | 2.068 votos |
| Seliane Da Sos            | 15.505 | MDB     | 1,05 %      | 2.030 votos |
| Jakson Charles            | 40.100 | PSB     | 1,03 %      | 1.992 votos |
| Leitão Do Sindicato       | 70.170 | AVANTE  | 1,01 %      | 1.956 votos |
| Cleide Hilario            | 10.123 | REP     | 0,99 %      | 1.918 votos |
| Ananias Junior            | 36.100 | AGIR    | 0,94 %      | 1.817 votos |
| Wederson Lopes            | 44.234 | UNIÃO   | 0,89 %      | 1.725 votos |
| Cabo Fred Caixeta         | 28.190 | PRTB    | 0,86 %      | 1.661 votos |